# Samuel Garman

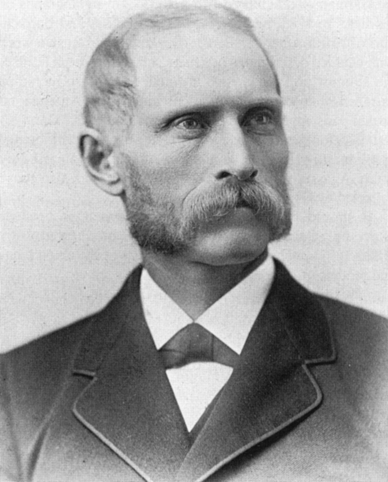
Samuel Garman.

Samuel Garman (1843 - 1927) foi um naturalista/ zoólogo da Pensilvânia. Foi discípulo de Louis Agassiz. 
Em 1868 participou da expedição ao oeste americano com John Wesley Powell. Foi amigo e correspondente regular do naturalista Edward Drinker Cope e em 1872 o acompanhou em uma busca de fósseis em Wyoming. Em 1973 tornou - se diretor assistente de herpetologia e ictiologia do Museu de Zoologia Comparativa de Harvard. Seu trabalho foi basicamente na classificação de peixes, especialmente tubarões, mas também inclui répteis e anfíbios.